# 张耿
张耿（1980年3月9日—），女，中国手球运动员。她代表中国国家女子手球队，参加2008年夏季奥林匹克运动会，最终获得第六名。